# 森赳
森 赳（もり たけし、1894年（明治27年）4月25日 - 1945年（昭和20年）8月15日）は、日本の陸軍軍人。最終階級は陸軍中将。位階勲等功級は正四位勲一等功三級。

## 生涯

### 経歴
高知県高知市八軒町にて銀行員の森杪の長男として生れる。広島陸軍地方幼年学校、中央幼年学校を経て、1916年5月、陸軍士官学校（28期）を卒業し、同年12月、騎兵少尉に任官し騎兵第13連隊付となる。陸軍騎兵学校で学び、陸士付、陸士教官などを経て、1927年12月、陸軍大学校（39期）を卒業。
騎兵第13連隊中隊長、参謀本部付勤務（支那課）、参謀本部員、参謀本部付（支那研究員）、関東軍参謀、騎兵学校教官、陸大教官などを経て、日中戦争に第1軍参謀として出征。陸大教官を経て第6軍参謀副長に就任し、1941年8月、陸軍少将に進級し、太平洋戦争を迎えた。
第6軍参謀長、憲兵司令部本部長などを歴任し、第19軍参謀長となりアンボンに進出、ジャワ島の守備などを担当。1945年3月、陸軍中将となった。参謀本部付を経て近衛第1師団長に就任し、宮城警備に従事。

### 終戦
1945年8月14日、ポツダム宣言受諾に際し、東部軍管区参謀不破博中佐の訪問を受け、「承詔必謹」の方針を確認する。その後、蓮沼蕃侍従武官長のもとを訪ね、師団長室に戻ってまもなく、東部軍管区司令部に参集を命ぜられ、田中静壱司令官から正式に終戦の大命を伝達される。
8月15日未明、宮城事件が勃発する。このとき近衛師団司令部の師団長室において義弟の白石通教中佐と談話中であったが、井田正孝中佐、椎崎二郎中佐、畑中健二少佐、窪田兼三少佐らに面会を強要される。
クーデターの実行側は、森を殺害して師団命令を偽造して隷下の各連隊に発することを計画していた。
森は、井田中佐に決起を迫られたが、クーデターへの参加を拒否。畑中少佐から発砲を受け、更に航空士官学校の上原重太郎大尉に軍刀で斬りつけられ殺害された。
8月17日、森の死去につき、天皇から祭資ならびに幣帛が下賜された。
殺害を実行した上原大尉は、上司である陸軍航空士官学校長徳川好敏陸軍中将の強唆もあり、その後自決した。なお、窪田兼三少佐は白石中佐の首を刎ねたものの、森中将には手をかけていないことが東部憲兵隊の公式記録や事件現場の状況、本人の証言等から判明。上原重太郎大尉は森師団長の肩を斬ったことが同様に判明。森の墓所は静岡県駿東郡冨士霊園。

## 親族
- 伴次郎：義弟、海軍少将
- 山岡重厚：義弟、陸軍中将[1]
- 白石通教：義弟、陸軍中佐

## 逸話
- 「和尚さん」とあだ名された。
- 後年、テレビのインタビューに息子が「この事件（宮城事件）に関わった方に恨みは無い」と亡父の写真を前に応えた。